# Nordheimer Vögelein

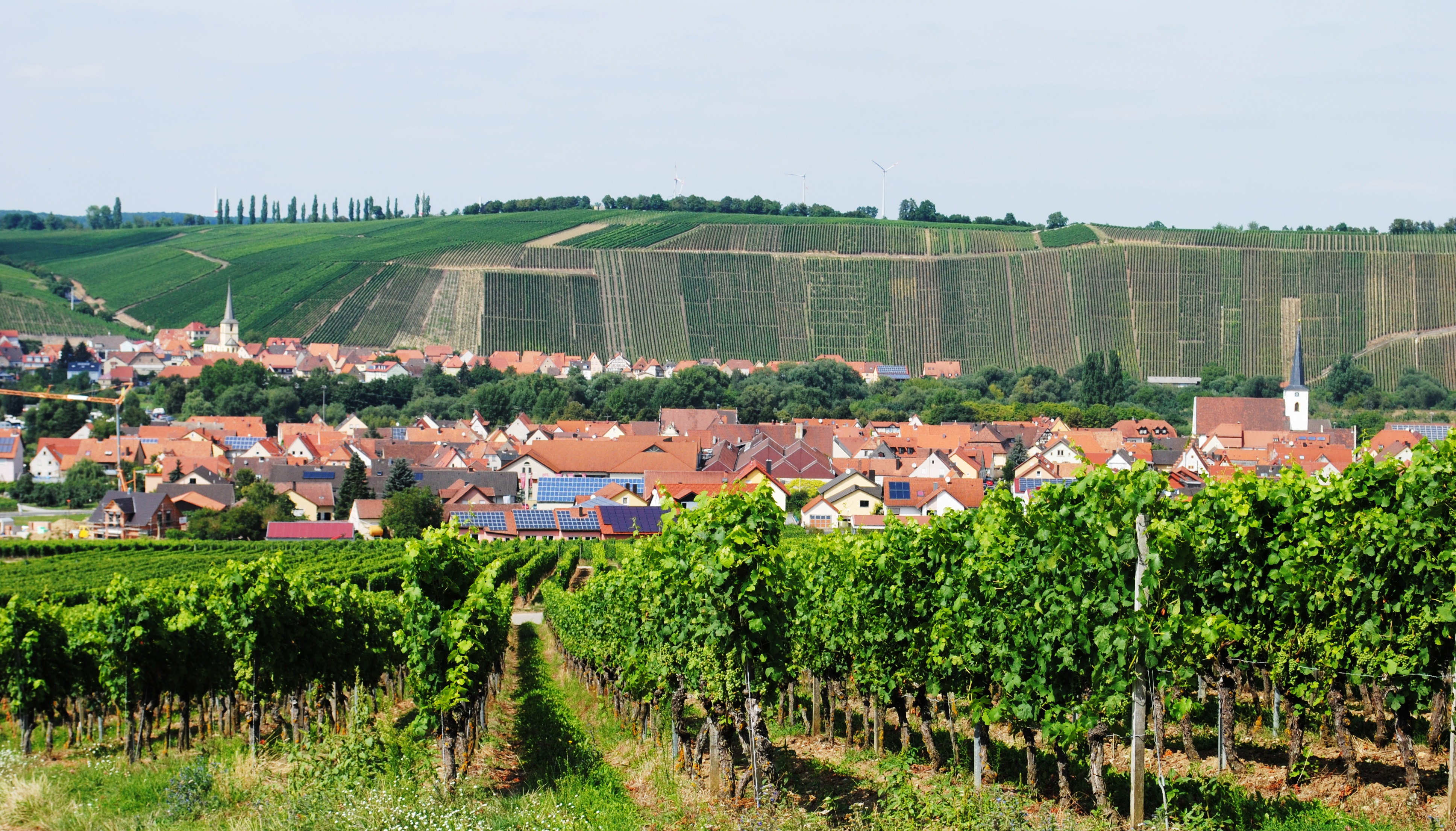
Die Weinlage Nordheimer Vögelein vor Nordheim am Main (dahinter Escherndorf mit seinen Weinlagen)

Nordheimer Vögelein ist eine der bekanntesten und größten Weinlagen im Anbaugebiet Franken. Sie liegt in der Gemarkung von Nordheim am Main im unterfränkischen Landkreis Kitzingen.

## Geografische Lage und Geologie
Die Weinlage befindet sich auf der sogenannten Weininsel nahe dem Dorf Nordheim am Main. Sie nimmt weite Teile des 287 m hohen Kreuzberges ein, der die Insel dominiert. Im Norden begrenzt Nordheim die Rebenfläche und im Osten beginnt die Weinlage Nordheimer Kreuzberg. Die Weinlage liegt in der sogenannten Volkacher Mainschleife, der Fluss fließt westlich an ihr vorbei. Südlich befindet sich die Weinlage Sommeracher Katzenkopf.
Die Weinlage Nordheimer Vögelein nimmt eine Fläche von etwa 230 ha ein und ist Teil der Großlage Volkacher Kirchberg im Bereich Volkacher Mainschleife. Damit ist sie eine der größten Einzellagen im gesamten Weinanbaugebiet. Die Weinberge sind nach Südwesten bzw. Nordwesten ausgerichtet, dadurch entsteht ein heterogenes Kleinklima, das die Bewirtschaftung erschwert. Die Weintrauben wachsen auf Böden des Muschelkalks, an der Hangspitze der Lage ist außerdem Lettenkeuper zu finden. Dort wird Müller-Thurgau, Silvaner, Kerner, Scheurebe und Bacchus angebaut.

## Geschichte

### Lage
Der Weinbau ist seit dem Beginn des 10. Jahrhunderts an der Mainschleife nachgewiesen. Bereits in der Urkunde von 918, in der Nordheim erstmals Erwähnung fand, ist die Rede von Weinbergen in der Gemarkung. Das Kloster Münsterschwarzach, das seinen Einfluss über das Dorf in den kommenden Jahrhunderten festigen konnte, war einer der Mittelpunkte des fränkischen Weinbaus im Mittelalter. Die Mönche benötigten einerseits für die liturgischen Handlungen Wein, andererseits war der Verkauf ein wichtiger wirtschaftlicher Faktor.
In Nordheim richtete das Kloster im ausgehenden Mittelalter den größten und wichtigsten Keller zur Lagerung des Weines im Einflussbereich der Abtei ein. Gleichzeitig entstand dort der prächtigste Zehnthof oberhalb der Kellergewölbe. Die Dorfbevölkerung lebte ebenfalls größtenteils vom Weinbau, weshalb Nordheim von schlechten Weinjahren stark betroffen wurde und in guten hohe Steuern zu zahlen hatte. Im Jahr 1666 konnte man allerdings eine reiche Ernte einfahren, so lagerten 52 Fuder in den Kellern des Klosterdorfes.
Die Äbte von Münsterschwarzach lebten während der Weinlese häufig im Zehnthof und überwachten die für das Kloster wichtigen Arbeiten. Im 18. Jahrhundert sorgten die beiden Klosterdörfer Nordheim und Sommerach für die barocke Erneuerung der Gebäude auf dem Gebiet der Abtei, weil mehrere gute Weinjahre die Einnahmen sprunghaft ansteigen ließen. In Nordheim lagerten damals 592,5 Fuder, etwa 6100 Hektoliter, in insgesamt vier Kellern.
Nach der Auflösung des Klosters im Zuge der Säkularisation zu Beginn des 19. Jahrhunderts geriet der Weinbau in Nordheim in eine Krise. Die Rebstöcke waren überaltert, das Kloster fiel als Absatzmarkt weg. In den Jahren zuvor hatte man auch schlechtere Lagen mit Reben bestockt. Ab 1900 tauchte die Reblaus in Nordheim auf und viele Weinberge wurden aufgegeben. Erst in den 1980er Jahren konnte sich der Weinanbau stabilisieren.
In der Nachkriegszeit gründeten sich überall in der Region Winzergenossenschaften, um den Weinabsatz besser zu organisieren. In Nordheim entstand die Genossenschaft 1951 und war zuerst als Notlösung gedacht. Noch in der zweiten Hälfte des 20. Jahrhunderts bestand die Gemarkung Nordheim aus vielen zersplitterten Weinlagen. In Ausführung des Weingesetzes von 1971 wurden alle Lagen zu den Einzellagen Nordheimer Vögelein und Kreuzberg zusammengefasst. Das Nordheimer Vögelein fand auch in der Komödie Man spricht deutsh von 1988 Erwähnung.

### Namensherkunft
Insbesondere die neuere Literatur vermutet, dass der Name „Vögelein“ eng mit der slawischen Besiedlung des Mainschleifenraumes verbunden ist. So verweist das wendische Wort vogel auf den Kohleabbau. Vielleicht wurde ursprünglich an der Vogelsburg Holzkohleverhüttung betrieben, ehe sich der Weinbau durchsetzte. Ähnlich könnte es auch in Nordheim gewesen sein. Nach dieser Forschungsthese wären die geschlossenen Weinbauareale in diesem Gebiet auf die slawischen Wenden zurückzuführen.

## Weingüter (Auswahl)
Mehrere renommierte Weingüter besitzen heute Rebstöcke am Hang des Kreuzberges. Neben einigen lokal anerkannten Betrieben sind auch etliche überregional bekannte Weinbauern und ausgezeichnete Güter in Nordheim zu finden.
- Weingut am Kreuzberg, Nordheim
- Weingut am Vögelein, Nordheim[8]
- Weingut Helmut Christ, Nordheim[9]
- Weingut Borst, Nordheim[10]
- Weingut Michael Büttner, Nordheim[11]
- DIVINO Nordheim Thüngersheim, Nordheim
- Weingut Glaser, Nordheim
- Weingut Glaser-Himmelstoss, Dettelbach und Nordheim[12]
- Weingut Knoblach, Nordheim
- Weingut Roman Schneider, Nordheim
- Weingut Rothe, Nordheim[13]
- Weingut Waldemar Braun, Nordheim